# 富士見町横室
富士見町横室（ふじみまちよこむろ）は、群馬県前橋市の地名。旧富士見村時代は、住所で勢多郡富士見村大字横室の地域である。また、前橋市合併後は粕川町と同じように村名の富士見村が富士見町となり、そのあと大字名がつくため前橋市富士見町○○となる。面積は1.4km2(2013年現在)。郵便番号は371-0117。

## 地理
赤城山南西部の裾野部に位置している。
細ヶ沢川が地域の東端を北から南西に流れている。

### 山
- 十二山

## 歴史
江戸時代頃からある地名で、寛永12年から前橋藩領だった。

### 年表
- 1889年 市町村制が施行され、横室村は近隣13村と合併し南勢多郡富士見村ができる。そのため群馬県勢多郡富士見村大字横室となる。
- 1896年 郡統合（東群馬郡と南勢多郡の統合）により勢多郡に所属し勢多郡富士見村大字横室となる。
- 2009年 富士見村が前橋市へ編入合併したため、群馬県前橋市富士見町横室となる。
- 2017年5月12日 当町の全域が区域となっている、前橋・赤城地域がチッタスロー国際連盟に加盟する[6]。

### 地名の由来
地内中央部の断崖にアイヌの穴居跡があったとされ、地名はこの穴居跡に起因している。

## 世帯数と人口
2017年（平成29年）8月31日現在の世帯数と人口は以下の通りである。
| 町丁         | 世帯数  | 人口  |
| ------------ | ------- | ----- |
| 富士見町横室 | 309世帯 | 916人 |

## 小・中学校の学区
市立小・中学校に通う場合、学区は以下の通りとなる。
| 番地 | 小学校           | 中学校               |
| ---- | ---------------- | -------------------- |
| 全域 | 前橋市立原小学校 | 前橋市立富士見中学校 |

## 交通

### 鉄道
町内に鉄道駅はない。

### バス
関越交通が運行を行っているデマンドバス方式のるんるんバスがある。

### 道路
群馬県道101号四ツ塚原之郷前橋線が地域の南部を東西に通っている。

## 施設
- 横室古墳公園
- 横室の大カヤ
- 昌福寺
- 観世音

## 避難所
当町が避難対象区域となった場合、近隣の富士見町原之郷にある前橋市立原小学校に避難する。